# Ґжеґож Ґауден
Ґжеґож Ґауден (пол. Grzegorz Gauden; нар. 17 березня 1953, Познань) — польський юрист і економіст, за професією — журналіст. Директор Інституту Книги (Польща), віце-президент Спілки авторів і видавців «Польська книга», член Програмної ради Економічного форуму у Криниці, член Інформаційної ради Варшавської біржі цінних паперів.

## Життєпис
Польський дисидент, активний член «Солідарності». У 1970-х був активним учасником студентських культурних ініціатив та студентських медіа, у 1980-х — діячем Познанського осередку «Солідарності». 13 грудня 1981 року його було інтерновано — до липня 1982 року. На 1984-1993 еміґрував до Швеції, де очолював Шведський комітет підтримки «Солідарності». Після повернення на батьківщину співпрацював з декількома видавничими концернами: «Bulls Press», «Orkla Media».
У 2000-2003 був президентом Палати видавців преси, з 2003 — віце-президентом.
У 2003-2006 був президентом видавничого дому «Presspublika», у 2004-2006 — головним редактором газети «Rzeczpospolita».
2007 року був радником видавця і головного редактора українського видання «Газета 24».
З 2008 до 1 квітня 2016 року був директором Інституту Книги у Кракові.
Був віцепрезидентом Палати видавців преси, а також Товариства авторів і видавців «Польська книжка» (від 2014 носить назву Copyright Polska). Був обраний головою Варшавського клубу Великополян ЕКА. Увійшов до складу комітету прихильників Музею історії польських євреїв «Полін» у Варшаві.
У 2019 опублікував книжку Львів: кінець ілюзії. Оповідь про листопадовий погром 1918 року (пол. Lwów – kres iluzji. Opowieść o pogromie listopadowym 1918). Український переклад книжки, виконаний Андрієм Павлишиним, опублікований видавництвом Човен у 2020.

## Відзнаки
У 2005 нагороджений срібною медаллю Gloria Artis. У 2012 нагороджений Кавалерським Хрестом Ордена Відродження Польщі.